# オーディオラインアウト
オーディオラインアウト（英語: AudioLineout LLC）は、アメリカ合衆国オレゴン州マルトノマ郡ポートランドに本社を置く音響機器メーカー。ブランドとして、キャンプファイヤー オーディオ（英語: Campfire Audio）やエーエルオー オーディオ（英語: ALOaudio）を用いている。

## 略歴
2006年に、ケーブルデザイナーのケネス・"ケン"・ボール（英語: Kenneth "Ken" Ball）によって設立。設立から、エーエルオー オーディオ（英語: ALOaudio）のブランドを使用する。同ブランドで、オーディオケーブルとアンプの製造を行っている。
2015年に、イヤフォン・ヘッドフォンブランドとして、キャンプファイヤー オーディオ（英語: Campfire Audio）を設立。

## ブランド

### キャンプファイヤー オーディオ
キャンプファイヤー オーディオ（英語: Campfire Audio）は、オーディオラインアウトのイヤフォン・ヘッドフォンブランド。2015年設立。

#### 略歴
2015年に、新たな視点でイヤホンを製造することを目的に設立。新規参入には、エーエルオー・オーディオで培われたアンプやケーブルの製造経験が活きたという。同年に、ブランド初製品となるインイヤーモニター（英語: In Ear Monitor、IEM）・「Jupiter」を発売した。同年中に、「Orion」と「Lyra」というIEMも発売し、1年で3機種をリリースしている。その後も、有線イヤホンの開発・製造・販売を行っていた。2018年には、初となる有線ヘッドホン「Cascade」を発売した。「Cascade」はCampfire Audio設立後間もなく開発が始まり、発売まで約3年の期間を要した。なお、「Cascade」以降2025年3月までオーバーヘッド型ヘッドフォンを発売しておらず、キャンプファイヤー オーディオ唯一のオーバーヘッドヘッドフォンモデルとなっている。2022年には、初となるトゥルー・ワイヤレス・ステレオ（英語: True Wireless Stereo、TWS）モデル・「Orbit」を発売、日本でも翌2023年3月3日から販売された。しかしながら、発売から1週間と経たない3月8日、「特定アプリでの動作」と「対応コーデックでの接続ができない」という問題について、解決までに時間がかかることから、自主回収することが発表された。ただし、継続使用自体に危険性はなく、安全上の問題はないとされた。「Orbit」は、同年8月10日より再販売されることとなったが、「対応コーデックでの接続ができない」という問題は解決することができず、製品仕様の修正と販売価格の改定が行われた。2025年3月現在、「Orbit」以外にキャンプファイヤー オーディオが発売したTWS製品はなく、キャンプファイヤー オーディオ唯一のTWS製品である。

#### 製品
- 有線イヤホン（インイヤーモニター（英語: In Ear Monitor、IEM））
- カスタムIEM
- 無線イヤホン
- 有線ヘッドフォン
- オーディオケーブル
- オーディオアクセサリー

### エーエルオー オーディオ
エーエルオー オーディオ（英語: ALOaudio）は、オーディオラインアウトのオーディオケーブル、アンプブランド。2006年設立。独自の熱処理技術である「クライオ処理」と「アニール処理」を保有しており、職人によるハンドメイドでケーブル製造を行っている。
2025年3月現在は、オーディオケーブルのみがカタログに掲載されている。

#### 製品
- オーディオケーブル
- アンプ